# キッツエー
キッツエー（ドイツ語: Kittsee, スロバキア語: Kopčany, ハンガリー語: Köpcsény, クロアチア語: Gijeca）は、ブルゲンラント州北西部、ノイジードル・アム・ゼー郡の基礎自治体（ゲマインデ） 。

## 歴史
バッチャーニ家出身の医師であったバッチャーニ＝シュトラットマン・ラースロー侯爵が住んだ館があり（キッツエー城 Schloß Kitsee）、ラースローは病院も開設した。
シェバア・ケヒッロートの一つ。

## 出身者
- キットゼーエル・ミハーイ（ミヒャエル・キットゼーアー） Michael Kittseer (1775-1845) - タルムード関係の著作家[1]
- ナイマン・モーゼシュ・シャームエル（モーゼス・ザームエル・ノイマン） Moses Samuel Neumann (1769-1831) - 詩人で、ここに住んだ[2]
- ヨーゼフ・ヨアヒム - ユダヤ系のバイオリニスト
- フランツ・リスト - 1788年に生まれたフランツ・リストと同名の叔父。リスト家やその親戚はドイツやオーストリアからの移住者ではなく、もともとブルゲンラントの家系であり、一帯に多い。